# Hanna Malmodin
Hanna Malmodin, född 1978 i Falun, är en svensk journalist och programledare. Hon arbetar på Sveriges Radio som programledare för Ekonomiekot Extra och har tidigare varit reporter, redaktör och programledare på bland annat Dagens industri, TV4 Ekonominyheterna och SVT.